# Mario Carrillo
Mario Carrillo (* 1. Januar 1956 in Mexiko-Stadt) ist ein ehemaliger mexikanischer Fußballspieler, der seit 1999 als Trainer arbeitet.

## Leben
Carrillo übernahm erstmals 1999 beim Puebla FC den Posten eines Cheftrainers und erreichte mit seiner Mannschaft im Sommerturnier des Jahres 2001 (Rückrunde der Saison 2000/01) das Halbfinale um die mexikanische Meisterschaft, in dem Puebla gegen den späteren Turniersieger UNAM Pumas unterlag. Über kurzfristige Engagements beim Club América und dessen Stadtrivalen Cruz Azul kam er vor Beginn der Apertura 2003 zum Puebla FC zurück und wechselte anschließend erneut zum Club América, mit dem er in der Clausura 2005 seinen bisher einzigen Meistertitel als Trainer gewann. In der Saison 2006/07 trainierte er die UANL Tigres und unterschrieb danach abermals beim Puebla FC.
Nach seinem dritten Engagement in Puebla betreute er als Assistenztrainer von Javier Aguirre die mexikanische Nationalmannschaft beim CONCACAF Gold Cup 2009, der durch einen 5:0-Finalsieg gegen den Gastgeber USA gewonnen wurde, und bei der Fußball-Weltmeisterschaft 2010.
Seit Ende 2010 arbeitet Carrillo als Analyst des mexikanischen Fußballs für den US-amerikanischen Sportsender ESPN.

## Erfolge

### Als Spieler
- Mexikanischer Meister: 1977/78

### Als Trainer
- Mexikanischer Meister: Clausura 2005